# Englisch als Lingua franca
Die englische Sprache hat sich im Laufe des 20. Jahrhunderts zur bedeutendsten internationalen Lingua franca entwickelt. Die Entwicklung dahin begann mit der Herausbildung des Britischen Weltreichs, vom Kolonialismus des 17. Jahrhunderts bis zum Imperialismus des 19. Jahrhunderts. Diese Bedeutung blieb dem Englischen auch nach dem Zerfall des Britischen Weltreichs erhalten, da sich im Verlauf des 20. Jahrhunderts eine englischsprachige frühere Kolonie, die USA, zur weltpolitischen Supermacht entwickelte.
In einigen ehemals kolonialisierten Ländern hat sich Englisch den Status einer Verkehrssprache erhalten, in manchen sogar den einer Amtssprache. Am Beginn des 21. Jahrhunderts kann Englisch als bedeutendste Weltsprache angesehen werden: Weltweit ist Englisch eine wichtige Fremdsprache in der Schulbildung; in der Weltpolitik, der Weltwirtschaft und in vielen Wissenschaften, insbesondere Naturwissenschaften, ist Englisch die internationale Verkehrssprache schlechthin. „Simplified English“ ist sprachlicher Standard für Wartungsdokumentationen in der Luft- und Raumfahrtindustrie.

## Wissenschaftliche Erforschung von ELF
In der Linguistik wird bisweilen unterschieden zwischen
- „English in the Inner Circle“ (= Englisch ist in diesen Ländern als ursprüngliche Sprache verwurzelt)
- „English in the Outer Circle“ (= Englisch ist in diesen Ländern relativ jung zu einer (ko-)offiziellen Amtssprache geworden)
- „English in the Expanding Circle“ (= Englisch spielt in diesen Ländern eine wichtige Rolle als Fremdsprache).

Die wissenschaftliche Erforschung des Englischen als Lingua franca (ELF) im Sinne von English in the Expanding Circle ist verhältnismäßig jung. Mit ihr haben sich etwa Jennifer Jenkins, Barbara Seidlhofer, Christiane Meierkord und Joachim Grzega auseinandergesetzt.

## ELF und Englischunterricht
Für die internationale Kommunikation sind verschiedene Modelle eines „vereinfachten Englisch“ für den ELF-Unterricht vorgeschlagen worden.
- das von Charles Kay Ogden (und später auch Ian Richards) in den 1930er Jahren entwickelte Basic English, dessen erneuter Förderung sich jüngst Bill Templer verschrieben hat
- das von van Ek und Alexander entwickelte Threshold Level English
- das von Jean-Paul Nerrière entwickelte Globish
- das von Joachim Grzega entwickelte Basic Global English[2]

## Englisch als Wissenschaftssprache im deutschsprachigen Raum
In der naturwissenschaftlichen Forschung hat sich im gesamten deutschsprachigen Raum Englisch als vorherrschende Kommunikations- und Publikationssprache etabliert. In der geisteswissenschaftlichen Forschung erfüllt die Sprachenvielfalt jedoch auch die Schaffung eigener Erkenntniswelten.
Die gegenwärtige Forschungslandschaft ist maßgeblich von Förderungen und der Einwerbung von Drittmitteln abhängig. Solche Vergabeinstitutionen nehmen daher maßgeblich Einfluss auf die Ausrichtung der Forschung. Im deutschsprachigen Raum sind dies vorrangig die nationalen Förderer wissenschaftlicher Forschung (DFG in Deutschland, SNF in der Schweiz, FWF in Österreich). In Deutschland und der Schweiz erfolgt Forschungsfinanzierung zudem über private Stiftungen (z. B. Volkswagenstiftung). In Österreich ist dies jedoch weit seltener, weshalb der FWF der wichtigste nationale Fördergeber ist. Die DFG erlaubt die Antragstellung sowohl in englischer als auch in deutscher Sprache. Der Schweizer SNF fördert sogar aktiv Veröffentlichungen in französischer und deutscher Sprache. Es wird damit argumentiert, dass speziell in den Geistes- und Sozialwissenschaften die Beherrschung mehrerer Sprachen unerlässlich sei. Der österreichische FWF vertritt hier eine gegensätzliche Stellung. Seit dem Jahr 2008 sind Forschungsanträge in sämtlichen Wissenschaftsdisziplinen ausschließlich in englischer Sprache zu stellen. Zusätzlich sind Antragsteller seit 2015 angehalten, Publikationen außerhalb Österreichs und des deutschsprachigen Raumes zu veröffentlichen. Dieser Schritt wurde mit dem Ziel der erhöhten internationalen Sichtbarkeit getätigt. Vor allem aus den Geisteswissenschaften erfuhr diese Umstellung weitläufige Kritik, da sich der FWF von einer Dienstleistungseinrichtung für Forschende zu einer Regulierungsbehörde hin bewege und Diskussionen bisweilen ohne Erfolg blieben.
Am 10. April 2015 wurde in Österreich die Petition Für deutschsprachige Anträge beim FWF initiiert. Diese Petition erzielte rund 3.000 Unterzeichner und wurde auch durch eine parlamentarische Anfrage im Nationalrat behandelt. Der FWF veröffentlichte online eine Stellungnahme als Reaktion auf diese Petition. Als Gegenargumente wurden u. a. die Gleichbehandlung und Vergleichbarkeit von Anträgen, die Beförderung von interdisziplinärer Forschung, die Erhöhung der Sichtbarkeit der österreichischen Forschung oder auch die Möglichkeit von bi- und multilateralen Kooperationen mit internationalen Partnerorganisationen genannt.

## Englisch als Amtssprache aller EU-Mitgliedstaaten
Die Einführung von Englisch als Verwaltungs- und anschließend als Amtssprache in den Teilstaaten der Europäischen Union wird diskutiert. Einer repräsentativen YouGov-Umfrage von 2013 zufolge würden es 59 Prozent der Deutschen begrüßen, wenn die englische Sprache in der gesamten Europäischen Union den Status einer Amtssprache erlangen würde (zusätzlich zu den bisherigen Sprachen), in anderen Ländern Europas liegen die Zustimmungsraten teilweise bei über 60 Prozent.